# Heteropygas fasciger
Heteropygas fasciger là một loài bướm đêm trong họ Noctuidae.